# Jan Modderman

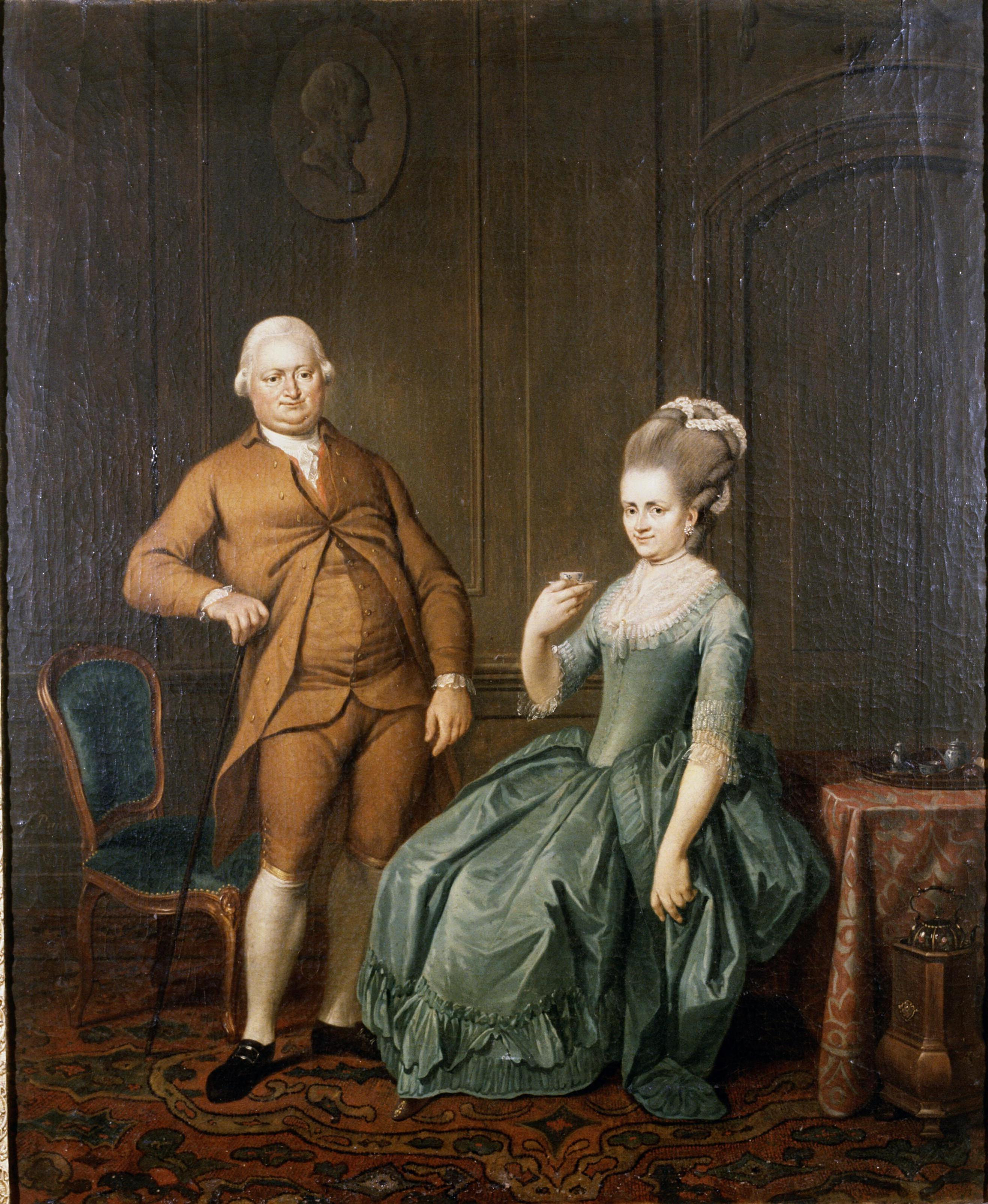
Jan Modderman en Angelique Esther (Engeltje) Elin door Jacobus Buys in 1777

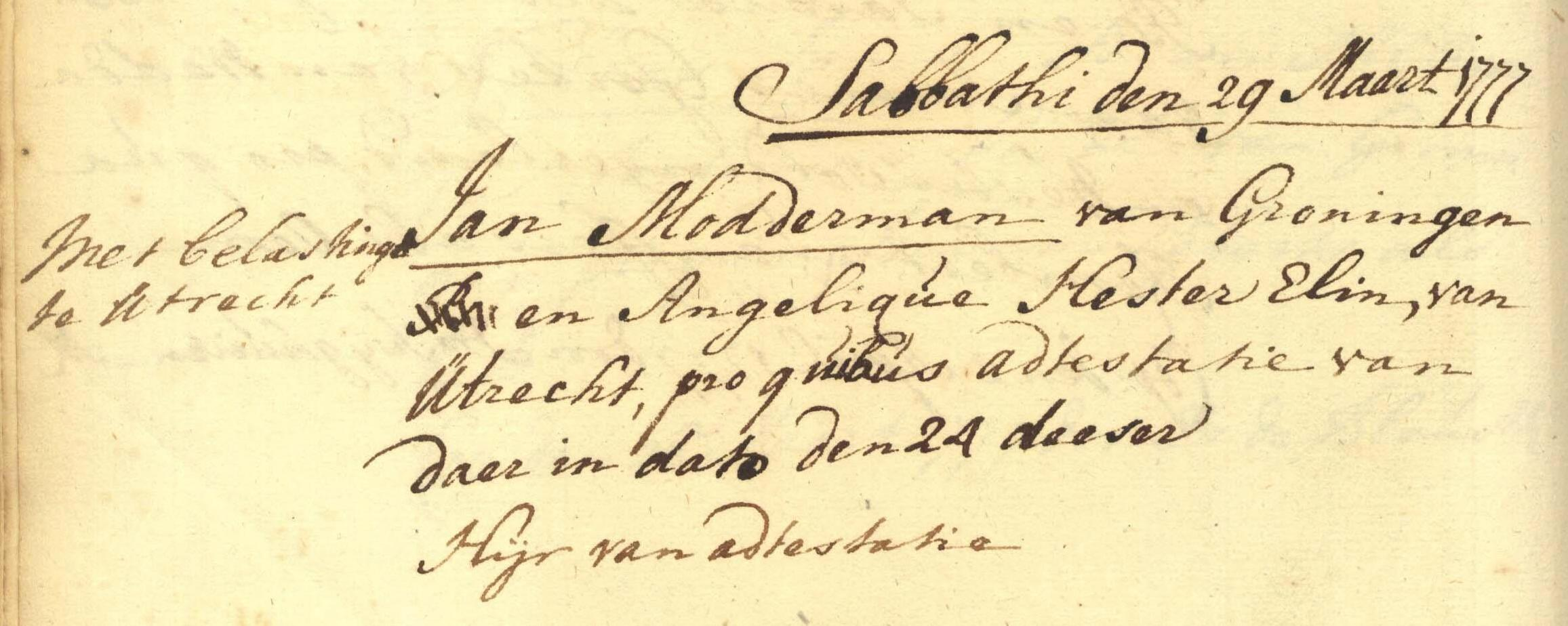
Inschrijving ondertrouw Jan Modderman en Angelique Esther Elin 29 maart 1777 te Groningen

Jan Modderman (Groningen, 17 september 1747 – aldaar, 1 oktober 1790) was een belangrijk Gronings industrieel, patriot en pionier in de luchtvaart.
Jan Modderman, zoon van Jan Tonckes Modderman en Ettjen Dirks Modderman, trouwde in Utrecht op 17 april 1777 met Angelique Esther Elin. Zij hertrouwde later met Mr. Jan Harm Forsten, weduwnaar van Maria Catharina van Bulderen. In Groningen woonde Modderman aan de Noorderhaven.

## Loopbaan
Jan Modderman erfde samen met zijn broer Tonco en zijn stiefbroer Forsten een grote papiermolen ten zuiden van de stad Groningen. Samen met Tonco bezat hij ook twee scheepswerven (de Buitenwerf) in het westen van de stad Groningen, even buiten de Kranepoort. De twee broers hadden een handelsgemeenschap met een Zaanse firma die zich bezighield met walvisvangst, de zogenaamde "Groenlandse visserij".

## Maatschappelijke betrokkenheid
Jan Modderman heeft zich, samen met zijn broer Tonco, op diverse fronten gemanifesteerd in de stad Groningen. Ze kwamen in actie om de 'smalle gemeenschap' van goedkope turf te voorzien, ze waren beiden lid van de "Oeconomische Tak" (de in 1777 opgerichte voorloper van de huidige Nederlandsche Maatschappij voor Nijverheid en Handel) en ook waren ze samen lid van de loge L'Union Provinciale. Jan Modderman was samen met zijn stiefbroer Johan Christiaan Hoising een van de oprichters van L'Union Provinciale. Later sloot Tonco Modderman zich bij de Loge aan. Zowel Jan als Tonco Modderman vervulden bij de loge de functie van voorzittend meester. In de Union Provinciale ontmoette Jan Modderman Scato Trip. Samen met Scato Trip en stiefbroer Hoising stond Jan Modderman aan de wieg van het exercitiegenootschap "Voor Onze Duurste Panden". Ze hadden alle drie een leidinggevende functie binnen het vrijcorps; Jan was kapitein van de vierde divisie.

## Luchtvaart
Op 4 juni 1783 werd de heteluchtballon door de Gebroeders Montgolfier uitgevonden. Op 19 september 1783 werden in Versailles proeven uitgevoerd waarbij een schaap, een eend en een haan in een aan de ballon bevestigde mand werden meegevoerd. Op 5 maart 1784 berichtte de Groninger Courant dat Jan Modderman samen met Gerrit van Olst op 3 maart 1784 een eerste proef met een ballon had ondernomen. Een uitgebreider proef vanaf een van de scheepswerven van de gebroeders Modderman met een zelfgemaakte papieren heteluchtballon met daaraan een vogel in een kooi opgelaten zou op 22 maart 1784 worden gedaan. Deze ballon zou 15 kilometer verderop in het Drentse Bunne weer landen. De kosten van de hele operatie kwamen voor rekening van beiden. Wel werd er van de talloze toeschouwers een bijdrage gevraagd. Het bedrag dat opgehaald werd was bestemd voor de armen.
Over de ballon die Modderman en Van Olst op 22 maart 1784 oplieten schreef H. Ritzema van Lier een bijdrage over de vervaardiging van de ballon en nam het als aanhangsel op in zijn Verhandeling over het algemeen en byzonder gebruik der aërostatische machines, en de verschynselen, die dezelfde ons kunnen opleveren. Dit boek, dat in 1784 verscheen, behoort tot de eerste Nederlandse boeken over de praktische toepassing van de luchtvaart. Ritzema van Lier zag in de luchtballon een embleem van Verlichting en vooruitgang.

## Jan Moddermanstichting
Naar Jan Modderman is de Jan Moddermanstichting vernoemd, die in 1999 werd opgericht door enkele Groningse vrijmetselaars, met als doel 'bewustwordingsprocessen' te bevorderen ter 'verbetering van het sociaal-maatschappelijk samenleven en het welzijn van alle mensen', onder het vrijmetselaarsmotto "Vind wat mensen verbindt en neem weg wat ons verdeelt".
Sinds 2006 organiseert de Jan Moddermanstichting de Jan Moddermanlezingen (ook wel Jan Moddermaninleidingen). De lezingen hebben als doel mensen en bedrijven bewust te maken van hun mogelijkheden om een bijdrage te leveren aan een betere wereld. De entreegelden worden als goed doel gestort in een fonds voor microkredieten in ontwikkelingslanden.
Inleidingen die werden gehouden:
- 2006 – Huub Oosterhuis, over het thema "Waar haalt een mens het vandaan", in de Nieuwe Kerk in Groningen.
- 2007 – Ivo Opstelten, over het thema "Bruggenbouwen in een inter-culturele samenleving".
- 2008 – Herman van Veen, onder de titel "Kan iemand mij vertellen hoe dat moet".
- 2009 – Twan Huys, over het thema "New York en de eeuwige jacht naar geluk".[11]
- 2010 – Herman Wijffels, over het thema "Verduurzaming van de samenleving".
- 2011 – Pieter van Vollenhoven, over "Onafhankelijk onderzoek en eigen verantwoordelijkheid voor veiligheid".[12]
- 2013 – Jacqueline Cramer, over het thema "Duurzaamheid: vroeger, nu en in de toekomst".
- 2014 – Jan Mulder, over "Tractoren & Rozen".
- 2015 – Pieter Omtzigt, over "Democratie is geen geheim".
- 2016 – Bert Middel, over "VERLICHTING – VERZUILING – VERBINDING".
- 2017 – Jan Rotmans, over "Verandering van Tijdperk: wat betekent dat voor Groningen?"
- 2018 – Ewoud Kieft, over "De vijand die ons bindt. Mein Kampf en de kwetsbaarheid van de open samenleving."
- 2019 – Kees Klomp, over de belangrijkste ontwikkelingen en gevolgen van de betekeniseconomie, onder de titel "Hoera, het systeem is stuk!"

(Geen lezing in 2020 in verband met de corona-pandemie)
De Jan Moddermanstichting voert als logo een ballon met een vogelkooitje, daarmee verwijzend naar de ballon van Jan Modderman waarmee hij samen met Van Olst geld ophaalde voor de armen.